# Международная ветеринарная анатомическая номенклатура
Международная ветеринарная анатомическая номенклатура, МВАН (лат. Nomina Anatomica Veterinaria, NAV) — это справочник ветеринарной анатомической терминологии. В соответствии с новыми достижениями и открытиями в области ветеринарной морфологии Международный комитет по ветеринарной макроскопической анатомической терминологии (англ. International Committee on Veterinary Gross Anatomical Nomenclature) выпускает новые редакции МВАН. Всего было утверждено и опубликовано 5 редакций.
Первая редакция была утверждена в 1967 году в Париже. В 1968 году в Вене она была опубликована. Новую номенклатуру сразу приняли во всех странах.
Вторая редакция была утверждена на очередной сессии Генеральной ассамблеи ВАВА в 1971 году. В 1973 году она была опубликована. В эту редакцию были внесены новые правила обозначения направлений тела животного: термины «краниальный» и «каудальный» решено было применять по отношению к шее, туловищу, хвосту и конечностям до уровня конца предплечья и голени; термины «дорсальный» и «пальмарный» — к кисти, а «дорсальный» и «плантарный» к стопе. Для структур головы употреблять термины «ростральный», «каудальный», «дорсальный» и «вентральный»; термины «передний», «задний», «верхний» и «нижний» использовать лишь при характеристике глазного яблока, век и внутреннего уха. «Медиальный» и «латеральный» рекомендованы по отношению ко всему телу, за исключением обозначения стороны пальцев у некоторых домашних млекопитающих (следует применять «осевой» и «неосевой»).
Для описания терминов была принята новая орфография анатомической номенклатуры. Там, где орфография отличается от классической латинской, лингвистически правильный вариант предложили приводить в прямых скобках. Это относится главным образом к дифтонгам ae, и oe. Термины, добавленные для обозначения структур, отсутствующих у человека, также пишут и произносят согласно правилам Парижской анатомической номенклатуры.
Изначально хотели убрать синонимы из номенклатуры. Однако комитет в некоторых случаях был вынужден либо принять эквивалентные термины, либо сохранить хорошо известное название, чтобы достичь более широкого признания номенклатуры. Синоним, общие варианты анатомических терминов предложили заключать в круглые скобки, кроме терминов лимфатической системы. Сокращенные названия видов домашних животных также предложили помещать в круглых скобках.
Термин «копытные» обозначает свинью, крупный рогатый скот, овцу, козу и лошадь; термин «парнокопытные» - свинью и жвачных. Если видовое обозначение помещено после термина, то это указывает что структура встречается только у животных данного вида. Однако отсутствие видового обозначения не обязательно свидетельствует о том, что указанная структура есть у всех домашних животных. В номенклатуре кровеносных сосудов и периферических нервов часто дана отдельная опись для различных групп животных. Описи начинаются заголовками обозначающими род (класс) или отряд. В конце отдельного списка общая номенклатура для животных всех видов возобновляется под заголовком «общие термины».
В 1975 году сделаны исправления и дополнения во вторую редакцию.
На специальном заседании IX Международного конгресса анатомов (г. Ленинград, 1970 г.) ветеринарные анатомы вынесли решение о необходимости опубликования Международной ветеринарной анатомической номенклатуры в СССР. Работы по подготовке к её изданию возглавил профессор Г. М. Удовин. В 
1974 г. на VIII Всесоюзном съезде анатомов, гистологов и эмбриологов ветеринарные морфологи одобрили текст Международной ветеринарной анатомической номенклатуры на латинском и русском языках, и в 1979 г. в СССР вышло её первое издание тиражом 1000 экземпляров.
В 1992 году в городе Гент Генеральная ассамблея ВАВА приняла четвертую редакцию Ветеринарной анатомической номенклатуры. Опубликована в 1994 году в Нью-Йорке. По сравнению с предыдущими в неё внесены изменения согласно последним достижениям и открытиям в области ветеринарной морфологии. Номенклатура включает в себя три раздела: анатомическую, гистологическую (вторая редакция) и эмбриологическую ветеринарную номенклатуру (первая редакция).
В России четвертая редакция Международной ветеринарной анатомической номенклатуры была переведена на русский язык профессором Н. В. Зеленевским и опубликована в 2005 году.
Последняя пятая редакция была принята в 2005 году. Распространяется бесплатно Всемирной ассоциацией анатомов-ветеринаров (англ. World Association of Veterinary Anatomists (WAVA)), в виде электронного документа. На русский язык также переведена профессором Н. В. Зеленевским и опубликован в 2013 году, в 2019 году под его же редакцией вышло уже третье издание учебника по ветеринарной анатомии для колледжей, написанного с учетом пятой редакции Международной ветеринарной терминологии.